# Illusions funambulesques
Illusions funambulesques je francouzský němý film z roku 1903. Režisérem je Georges Méliès (1861–1938). Film trvá zhruba 2 minuty. Ve Spojených státech vyšel pod názvem Extraordinary Illusions a ve Spojeném království jako The 20th Century Illustrationist.

## Děj
Film zachycuje kouzelníka, jak z magické bedny vytáhne kusy lidského těla, které spojí a promění ve skutečnou ženu. Poté, co si s dívkou zaskotačí, ji položí na stůl a pokusí se ji políbit. Dřív než to udělá, objeví se na jejím místě škaredý kuchař, kterého kouzelník kopnutím do zadku přemění zpět na slečnu. Tu nechá zmizet a zase objevit, ale jen co se s ní ukloní před diváky, tak si všimne, že se děvče znovu změnilo v kuchaře. Kouzelník do něj proto kopne, čímž po kuchtíkovi zbude pouze pracovní oděv, který vzápětí odhodí. Na závěr vyskočí na stůl a při tancování se rozplyne.